# Метагерманат магния
Метагерманат магния — неорганическое соединение, соль металла магния и метагерманиевой кислоты с формулой MgGeO3.

## Получение
- Спекание оксида германия(IV) и карбоната магния или оксида магния:

{\displaystyle {\mathsf {GeO_{2}+MgCO_{3}\ {\xrightarrow {T}}\ MgGeO_{3}+CO_{2}\uparrow }}}
{\displaystyle {\mathsf {GeO_{2}+MgO\ {\xrightarrow {T}}\ MgGeO_{3}}}}

## Физические свойства
Метагерманат магния образует кристаллы
ромбической сингонии,
параметры ячейки a = 1,8661 нм, b = 0,8964 нм, c = 0,5346 нм, Z = 16.
При 1555°С происходит фазовый переход в
моноклинную сингонию,
параметры ячейки a = 0,960 нм, b = 0,892 нм, c = 0,516 нм, β = 100,82°.